# Os Três Josés
Os Três Josés foi um grupo de sertanistas mineiros formado por José Ferreira César, José Garcia Pereira e José Bastos Pinto. Eles estiveram dentre os primeiros a se fixarem no vale do Muriaé, região do Norte Fluminense entre as cidades de Campos dos Goytacazes e Muriaé.
São considerados pioneiros na fundação da freguesia de Nossa Senhora da Piedade da Laje, que viria futuramente formar as cidades de Itaperuna e Laje do Muriaé, esta última da qual são patronos.

## História
Por volta de 1831, José de Lannes Dantas Brandão funda a fazenda Porto Alegre, sendo assim o primeiro a se fixar na região. Em 1833, ele vende a fazenda, e funda em 1834 a fazenda São José, que daria origem a futura freguesia de Natividade do Carangola, atual Natividade. A fazenda Porto Alegre seria anos mais tarde adquirida pelo Comendador José Cardoso Moreira.
A segunda pessoa a se fixar seria José Ferreira César, que viria do Quartel de Robinson Crusoé, atual Muriaé.

## Membros

### José Ferreira César
José Ferreira César (Minas Gerais, 1800 — Muriaé, 07 de maio de 1868) se fixou na região aonde hoje é Laje do Muriaé por volta de 1832, com sua esposa Maria Angélica da Luz. Teria vindo atrás de ouro.
Era sobrinho de Constantino José Pinto, diretor dos índios puris a mando do Capitão Guido Tomás Marlière, e fundador de Muriaé. Ao chegar na região, José conseguiu aldear os índios, que foram posteriormente convertidos a religião católica. Estabeleceu na região a “Fazenda Angola”, e posteriormente a "Fazenda Cinco Barras".
Em seu testamento, escrito dois anos antes de sua morte, pede que "meu corpo seja conduzido para a Matriz desta Freguesia, ficando meu enterro à disposição e acordo de meus filhos e testamenteiro." Prestes de morrer, mandou construir uma capela de São Antônio as margens do Rio Muriaé e conseguido do governo provincial para São Paulo do Muriahé "não só a estrada, mas também a creação de um correio que é uma falta bem sensível em um lugar importante".

### José Garcia Pereira
José Garcia Pereira (Santa Rita de Ibitipoca, 1790 — Laje do Muriaé, 01 de junho de 1858) era filho do Tenente João Garcia Pereira e Ana Francisca Pires.
Se fixou na freguesia de Laje por volta de 1837, quando José Garcia Pereira compraria terras de Fortunato Neiva e fundaria a "Fazenda do Tanque".
José casou-se com Maria Claudina Rodrigues Furtado, conhecida como "A vovó do Tanque", tendo sua família importante papel político e cultural na cidade. O casal teve 13 filhos, dentre eles o Comendador Venâncio José Garcia, líder monarquista e um dos principais articuladores para a criação do município de Itaperuna.

### José Bastos Pinto
O alferes José Bastos Pinto (Minas Gerais, 1781 — Laje do Muriaé, 28 de julho de 1871), conhecido como "Alferes Bastos", teria se estabelecido em definitivo na região em 1837, acompanhado de sua esposa Rosa Angélica Pinto, quando comprou a fazenda "Ribeirão do Campo", de José Ferreira César, por dez contos de réis.